# Літературна премія імені Володимира Сосюри
Літерату́рна пре́мія і́мені Володи́мира Сосю́ри — премія, встановлена Донецьким обласним фондом культури. Її вручають, починаючи з 1993 року. Присуджують поетам, прозаїкам, драматургам, літературним критикам, краєзнавцям, які пишуть українською мовою та пропагують життя та творчість відомого українського поета, уродженця Донбасу Володимира Сосюри.
За іншим джерелом серед засновників нагороди — Національна спілка письменників, газета «Літературна Україна», Громадський фонд Святого Андрія Первозванного. Премією нагороджують найкращі поетичні публікації українських митців із 1968 року.

## Лауреати
- 1983 рік: Микола Сом — за збірку «Присвяти і послання».
- 1989 рік: Станіслав Реп'ях
- 1993 рік: Станіслав Жуковський, Юрій Доценко, Григорій Монастиренко.
- 1994 рік: Іван Білий, Вадим Оліфіренко, Анатолій Мироненко, Анатолій Сенников.
- 1995 рік: Григорій Кривда, Валерій Романько, Анатолій Лазоренко.
- У 1996, 1997 роках премію не присуджували через брак коштів.
- 1998 рік: Петро Бондарчук, Лідія Колесникова, Геннадій Мороз, Євген Волошко, Євдокія Ачкєєва.
- 2003 рік: Інна Гудковська
- 2005 рік: Петро Сорока
- 2006 рік: Віктор Грабовський.
- 2010 рік: Старун Василь — за добірку «Таємні листи»; Сіренко Михайло — за добірку «Вічна загадка».
- 2019 рік: Олександр Вертіль та Руслана Мельничук.[2]
- 2021 рік: Сергій Мартинюк